# دروازه قرآن

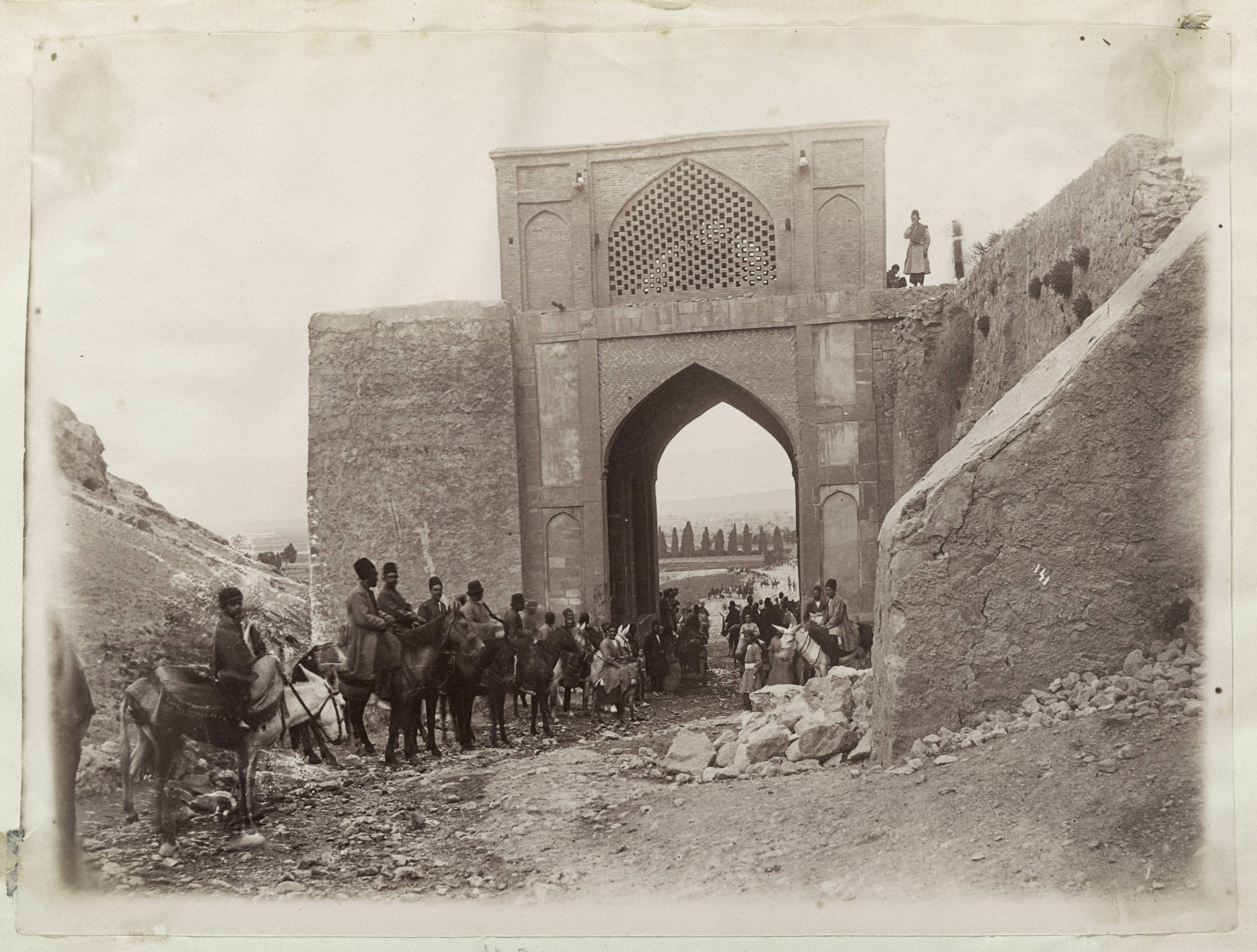
عکسی از دروازه قرآن، دههٔ ۱۸۹۰ میلادی

دروازه قرآن یکی از دروازه‌های به جای مانده از دوره‌های قدیم در شیراز بود که دوباره سازی شده آن امروزه به عنوان یکی از آثار تاریخی این شهر به حساب می‌آید و در شمال شهر قرار دارد و جز دروازه ورودی شمال شیراز حساب می شود.

## مکان
در قدیم شیراز دارای دروازه های متعددی بوده‌است. هم‌اکنون در شیراز دروازه‌ای به جز دروازه قرآن وجود ندارد اما مردم شیراز هنوز به محل دروازه‌های قدیمی اشاره می‌کنند که عبارتند از:
(۱.دروازه قرآن، ۲.دروازه اصفهان [درب اصطخر]، ۳.دروازه سعدی [ دروازه گذرگاه ، دروازه سعادت ] ، ۴.دروازه دولت ، ۵.دروازه قصابخانه [ دورازه فسا ، دروازه کوار ] ۶.دروازه خاتون ، ۷.دروازه شاه داعی الله ، ۸.کل شاهزاده قاسم ، ۹.دروازه کازرون [ دروازه شوشتر ] ، ۱۰.دروازه بیضاء [ کل مشیر ] ، ۱۱.دروازه باغشاه  [ دروازه موردستان ، دروازه دراک موسی ] ).
در مدخل تنگ الله اکبر با دروازه‌ای روبرو هستیم، که به دروازه قرآن معروف شده‌است. این دروازه به دستور عضدالدوله دیلمی ساخته شده‌است. وجه تسمیه آن بخاطر قرآنی است، که به دستور امیر در آن گذاشته شده بود تا مسافرین به سلامت از زیر آن عبور کنند. این طاق به مرور زمان به خرابی رفت، تا این که در زمان کریم خان زند از نوساخته شد و قرآن معروف به «هفده من» که منسوب به خط سلطان ابراهیم نوه شاهرخ تیموری در اتاقک بالای آن گذاشته شد. قران مذکور در حال حاضر در موزه پارس شیراز نگهداری می‌شود. این دروازه با نابخردی شهرداری شیراز در سال۱۳۱۵شمسی با دینامیت ویران شد. باردیگر این دروازه با بلندنظری یکی از بازرگانان معروف شیراز بنام حسین ایگار در سال ۱۳۲۸شمسی تجدید بنا گردید. در اتاقک‌های کناری این بنا، ایگار و همسرشان دفن گرديده اند.
دروازه قرآن در شمال شهر شیراز در تنگ الله اکبر میان کوه چهل مقام و کوه باباکوهی قرار دارد و در واقع در خروجی شیراز به سمت کمربندی و جاده مرودشت واقع شده‌است.
این بنای تاریخی در کنار فلکه طاووسیه شیراز قرار دارد. دروازه قرآن در فاصله کمتر از ده متری مقبره خواجوی کرمانی و همچنین فاصله کمتر از پانصد متری باغ جهان‌نما و همچنین فاصله کمتر از هزار متری مقبره شاعر نامدار پارسی زبان حافظ شیرازی و باغ جهان‌نما قرار دارد.

## تاریخچه
دروازه قرآن در ابتدا در زمان عضدالدوله دیلمی ساخته شد و قرآنی در آن جای داده شد تا مسافران با گذر از زیر آن متبرک شوند. در دوره زندیه کریم خان زند این دروازه را بازسازی کرد و اتاقی به بالای آن افزود و دو جلد قرآن بزرگ نفیس، به خط سلطان ابراهیم بن شاهرخ تیموری، در اتاقک بالای آن جای داد. این قرآن‌ها، که به «قرآن هفده کیلوگرم» معروفند، اکنون از دروازه قرآن به موزه پارس انتقال یافته‌اند. دروازه قرآن در دوره قاجاریه به علت وقوع چندین زلزله دچار صدمات زیادی شد که محمد زکی خان نوری آن را تعمیر نمود. این بنا در گذشته طاق قرآن نیز نامیده شده‌است. روزهای اول هرماه مردم از شهر خارج شده و از زیر این طاق عبور می‌کرده‌اند.در سال ۱۳۱۵ این بنا توسط شهردار وقت شیراز تخریب شد. دروازه قرآن در سال ۱۳۲۸ شمسی با همت یکی از بازرگانان شیراز به نام حاج حسین ایگار معروف به اعتماد التجار، با فاصله کمی از دروازه کهن ساخته شد. دروازه جدید در اندازه بزرگ‌تر، شامل دهانه قوس تیزه دار و دو ورودی کوچک بر روی جرزهای دو طرف و اتاق مستطیل شکلی بر فراز آن برای گذاشتن قرآن ساخته شد. در این بنا، آیاتی از قرآن را به خط ثلث و نسخ دور تا دور در دروازه قرآن نگاشته‌اند؛ در پیشانی شمالی این طاق آیه: «انّ هذا القرآن یهدی للتی هی اقوم». (سوره اسراء، آیه ۹) و بر پیشانی جنوبی و سمت شهر شیراز آیه: «قل لئن اجتمعت الانس و الجنّ علی…». (سوره اسراء، آیه ۸۸) و در گوشه غربی طاق آیه: «انّا نحن نزّلنا الذّکر» و ادامه آیه در گوشه شرقی: «و انّا له لحافظون» (سوره حجر، آیه ۹) نوشته شده‌است.

## قرآن بالای دروازه
در بالای دروازه دو نسخه قرآن دستنویس به خط ثلث عالی منسوب به ابراهیم سلطان نوه شاهرخ تیموری قرار داشت. در سال ۱۳۱۶ هجری شمسی دو قرآن خطی موجود در آن به موزه پارس انتقال یافت که همچنان در این موزه نگهداری می‌شوند.

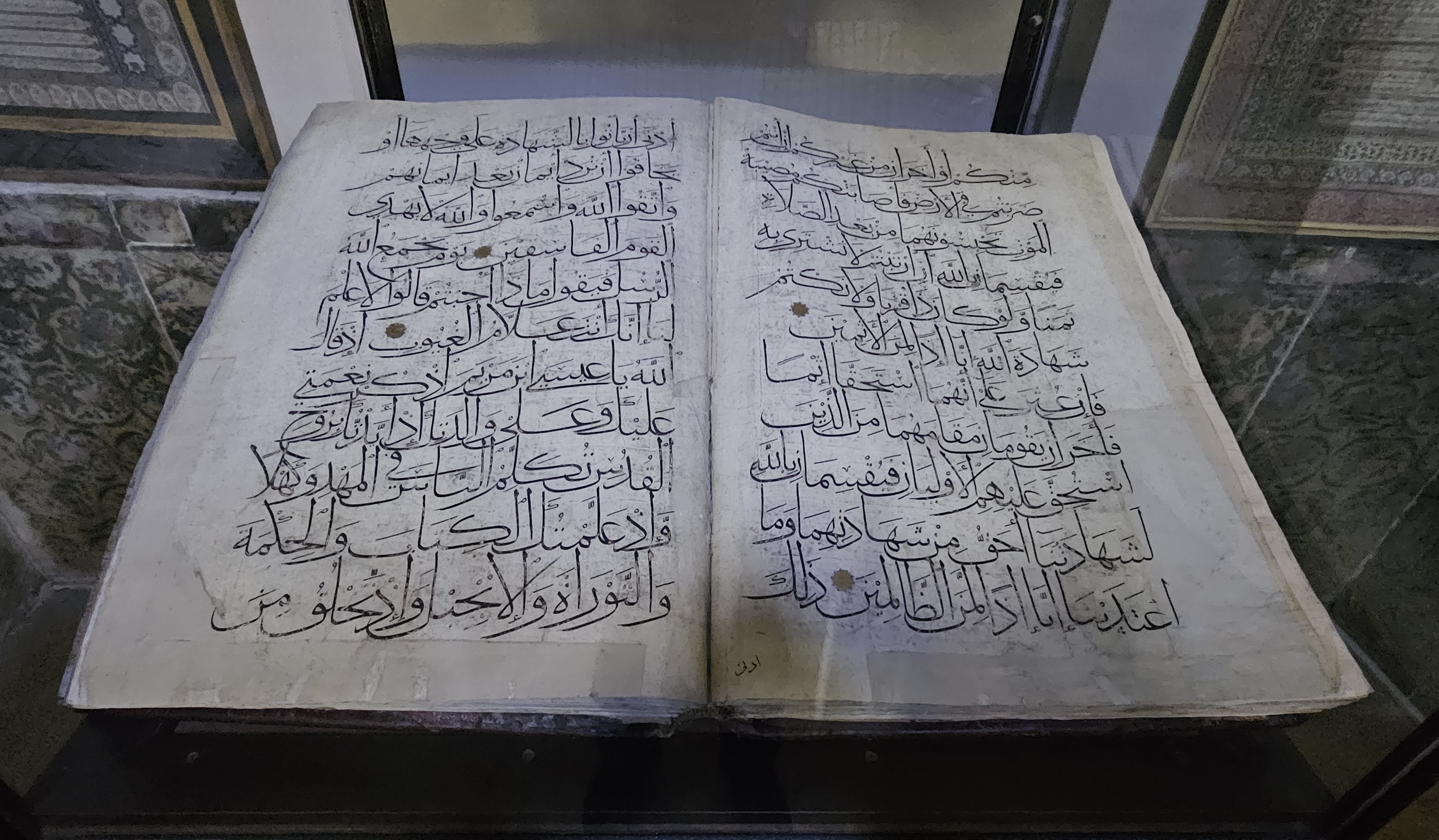
قرآن هفده من سلطان ابراهیم ابن شاهرخ تیموری، قرن ۹ هجری قمری (موزه پارس)

## نگارخانه

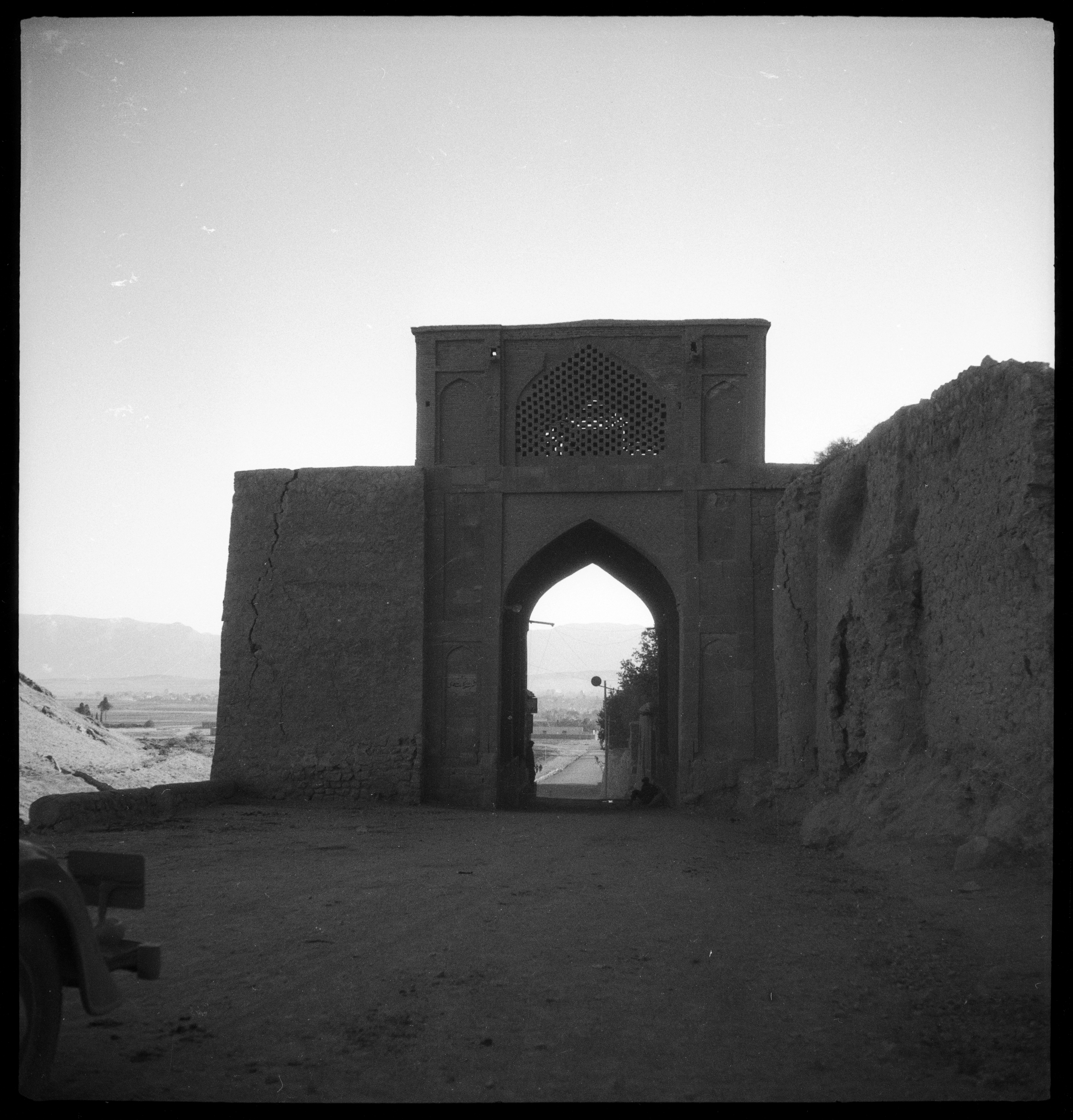
دروازه قرآن-سال ۱۹۳۵
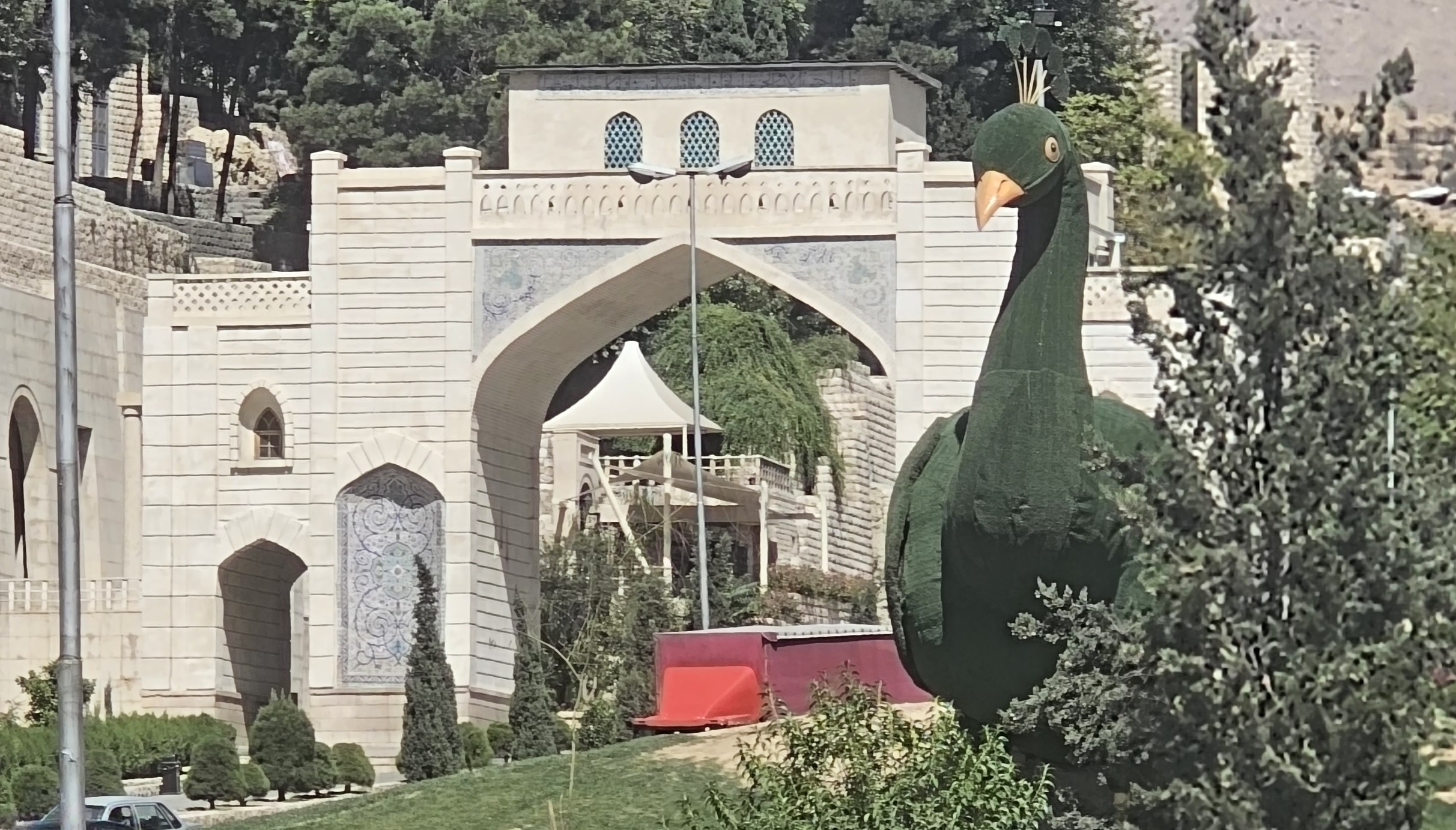
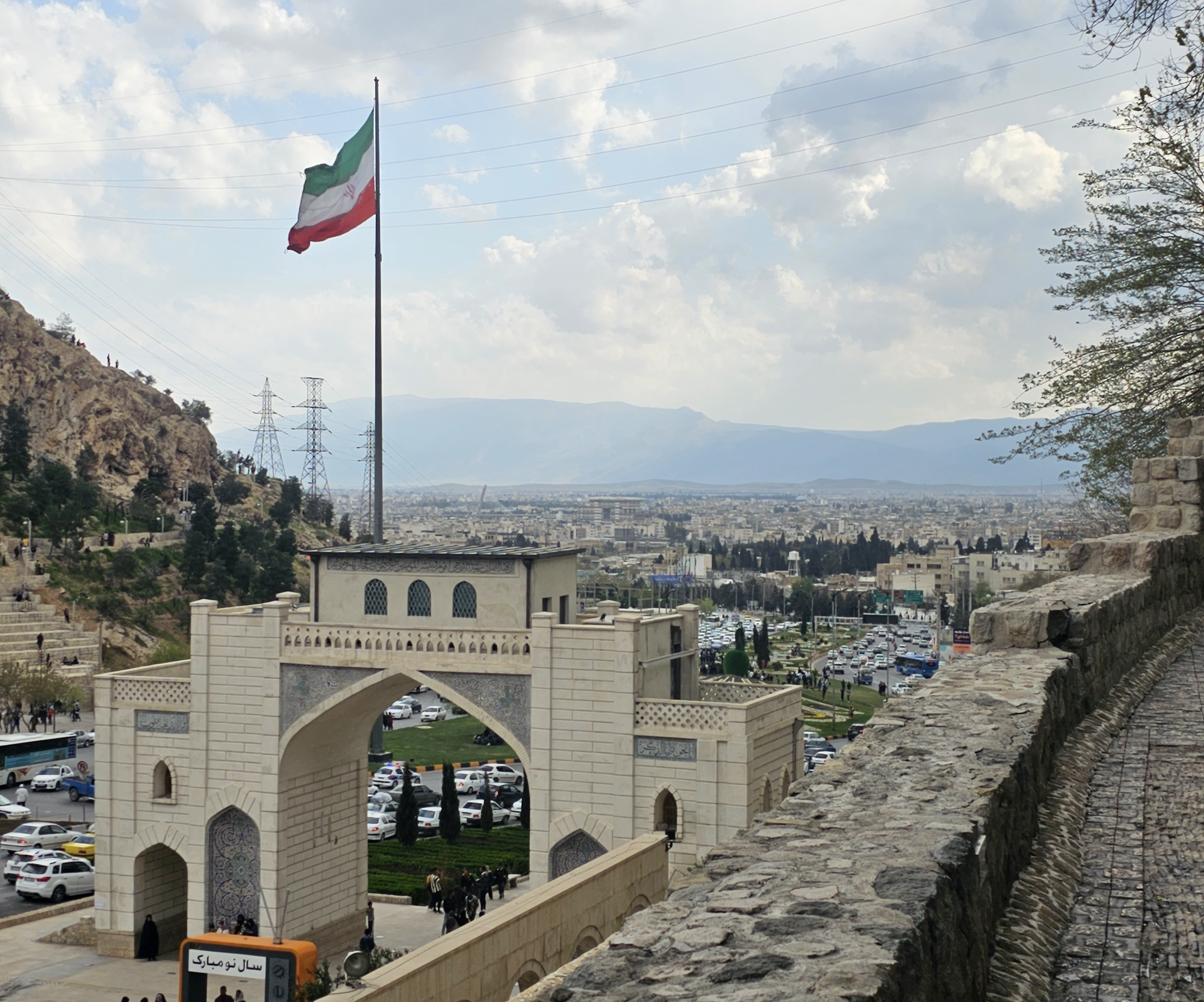
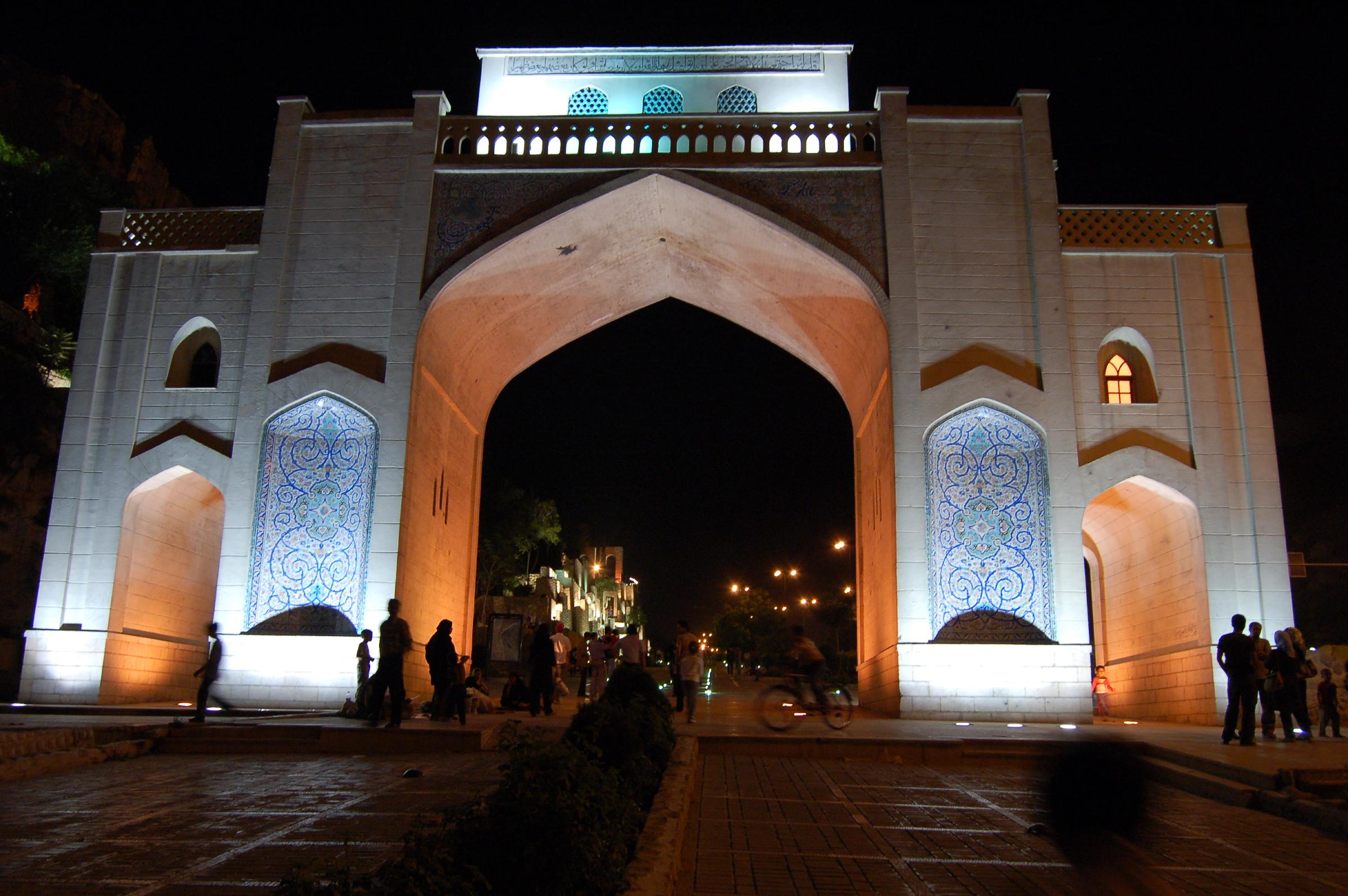
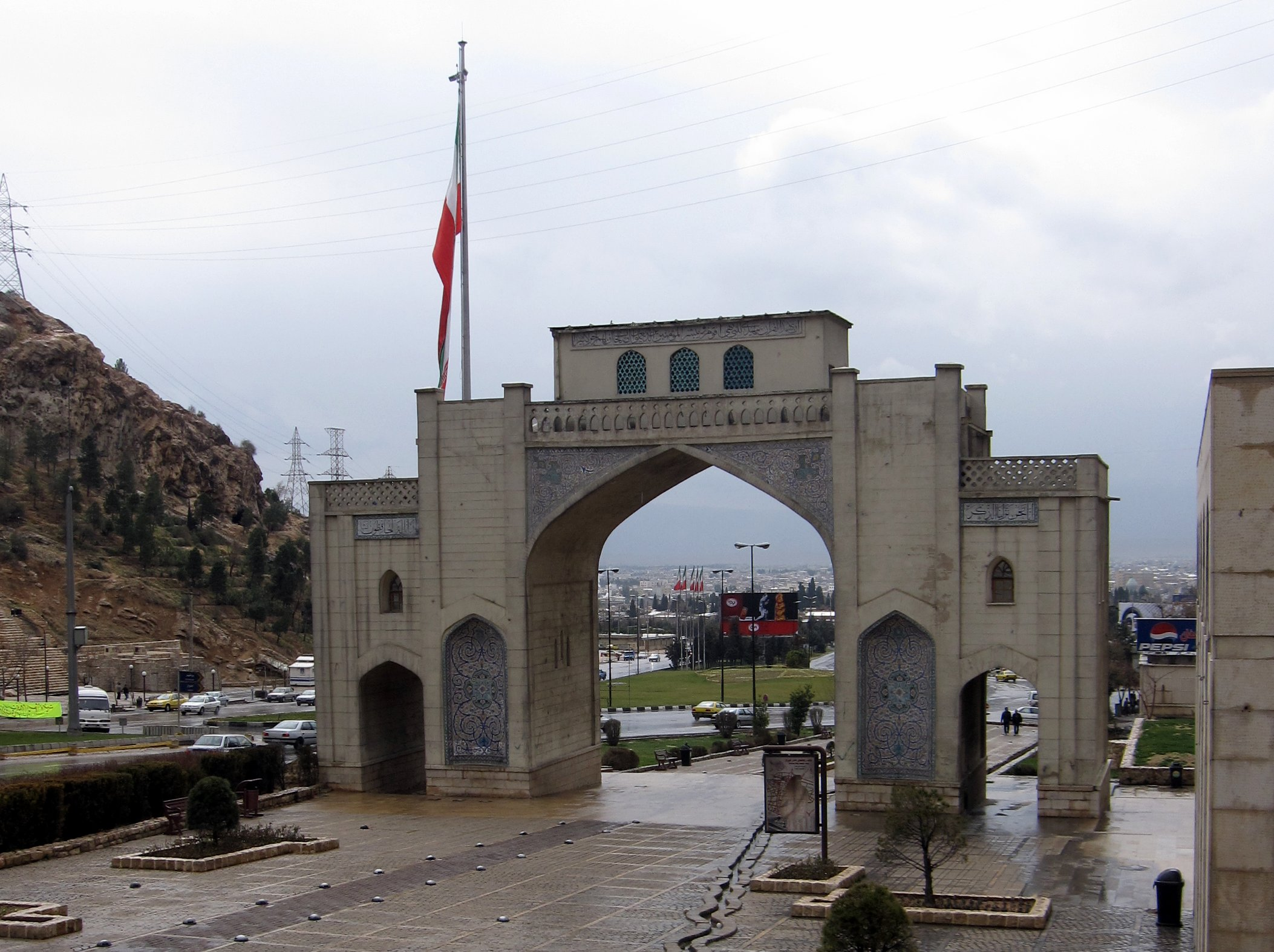
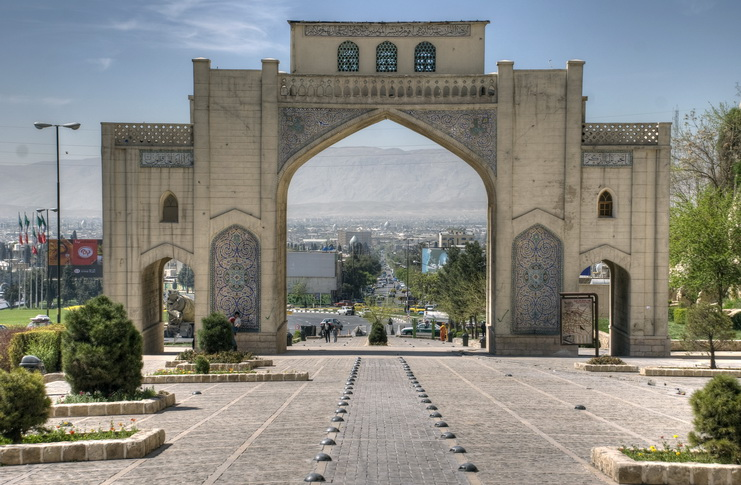
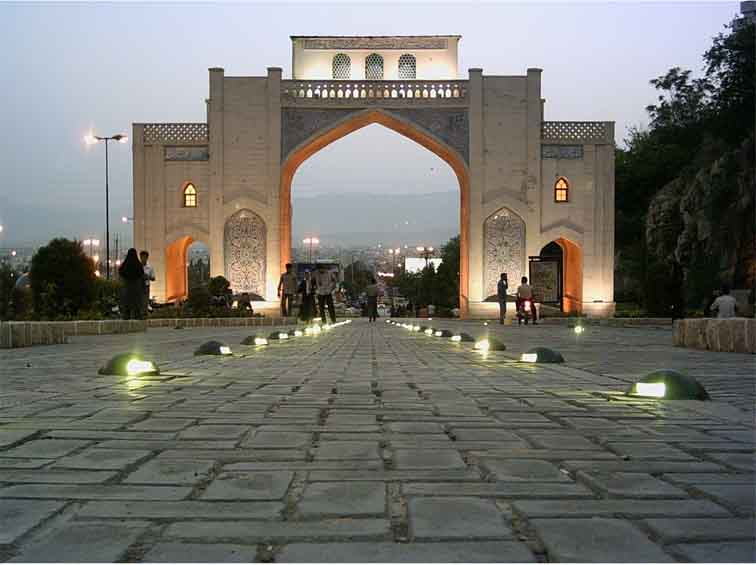
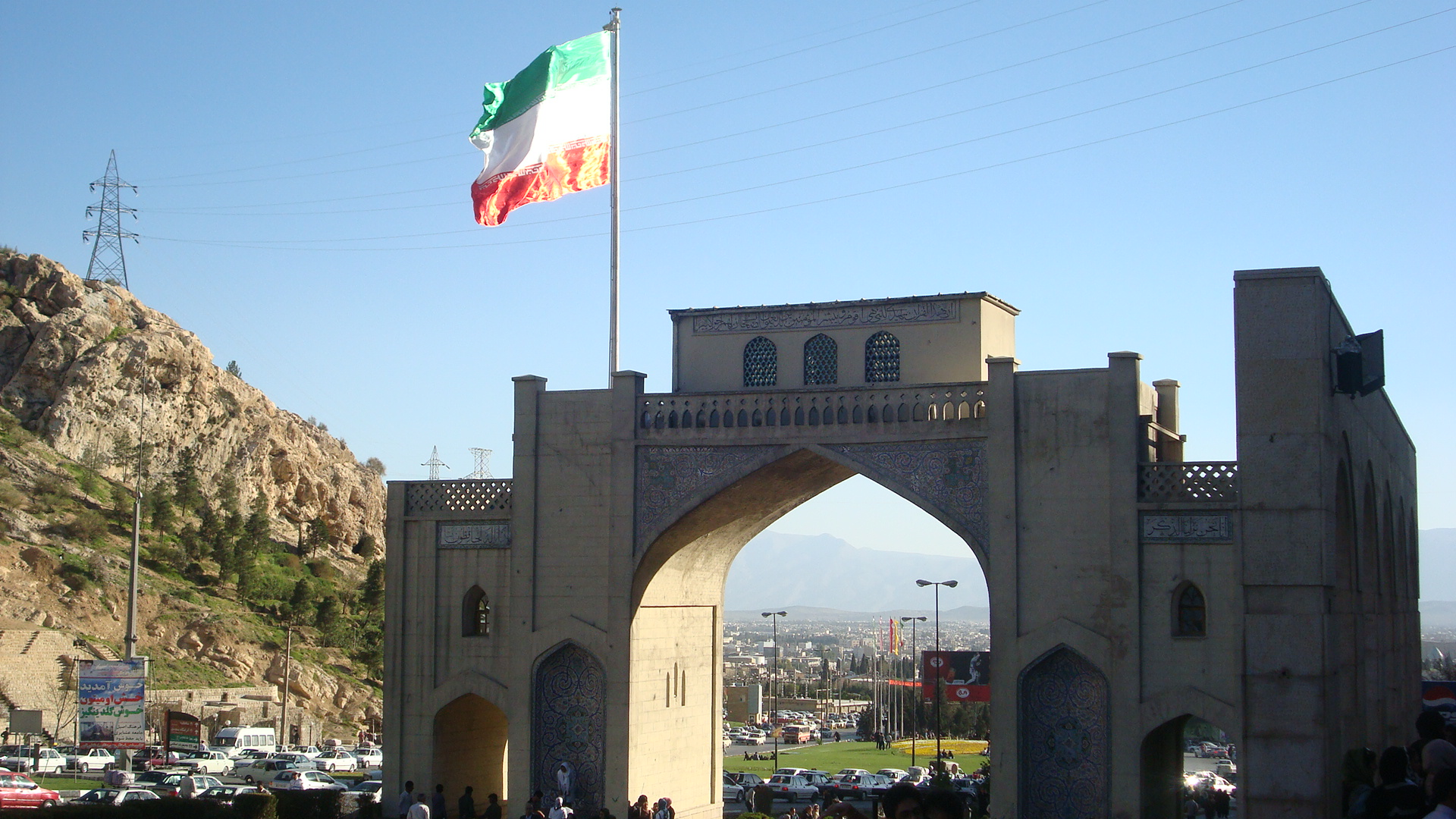